# Supertaça de Portugal (râguebi)
A Supertaça de Portugal é a uma competição de râguebi em Portugal. Possui um formato similar ao da competição homónima de futebol.

## Vencedores da Supertaça
| Ed. | Época | Vencedor          | Resultado     | Finalista     |
| --- | ----- | ----------------- | ------------- | ------------- |
| 1ª  | 1988  | AA Coimbra        | 16-10         | SL Benfica    |
| 2ª  | 1989  | CDUL              | 57-3          | CF Belenenses |
| 3ª  | 1990  | CDUL (2)          | 21-7          | AA Coimbra    |
| 4ª  | 1991  | GDS Cascais       | 47-3          | SL Benfica    |
| 5ª  | 1992  | GDS Cascais (2)   | 57-12         | SL Benfica    |
| 6ª  | 1993  | GDS Cascais (3)   | 32-6          | CDUL          |
| 7ª  | 1994  | CR Técnico        | 17-8          | GDS Cascais   |
| 8ª  | 1995  | GDS Cascais (4)   | 34-10         | AA Coimbra    |
| 9ª  | 1996  | AA Coimbra (2)    | 20-14         | GDS Cascais   |
| 10ª | 1997  | GDS Cascais (5)   | 29-3          | AA Coimbra    |
| 11ª | 1998  | Agronomia         | 17-12         | CR Técnico    |
| 12ª | 1999  | Direito           | 30-19         | Agronomia     |
| 13ª | 2000  | Direito (2)       | 23-13         | Agronomia     |
| 14ª | 2001  | CF Belenenses     | 24-8          | SL Benfica    |
| 15ª | 2002  | Direito (3)       | 25-7          | Agronomia     |
| 16ª | 2003  | CF Belenenses (2) | 41-12         | CDUP          |
| 17ª | 2004  | Direito (4)       | 50-7          | AA Coimbra    |
| 18ª | 2005  | CF Belenenses (3) | 18-16         | Direito       |
| 19ª | 2006  | Direito (5)       | 33-25         | Agronomia     |
| 20ª | 2007  | Agronomia (2)     | 25-14         | CDUP          |
| 21ª | 2008  | Direito (6)       | 39-3          | CF Belenenses |
| 22ª | 2009  | Direito (7)       | 16-6          | Agronomia     |
| 23ª | 2010  | Direito (8)       | 26-23         | Agronomia     |
| 24ª | 2011  | Agronomia (3)     | 35-10         | Direito       |
| 25ª | 2012  | CDUL (3)          | 45-11         | Agronomia     |
| 26ª | 2013  | Direito (9)       | 14-8          | CDUL          |
| 27ª | 2014  | Direito (10)      | 33-15         | CDUL          |
| 28ª | 2015  | Direito (11)      | 19-7          | CDUL          |
| 29ª | 2016  | Agronomia (4)     | 17-9          | Direito       |
| 30ª | 2017  | Agronomia (5)     | 29-10         | CDUL          |
| 31ª | 2018  | CF Belenenses (4) | 30-20         | AA Coimbra    |
| 32ª | 2019  | CF Belenenses (5) | 46-3          | Agronomia     |
| --  | 2020  | Não disputada     | Não disputada | Não disputada |
| 33ª | 2021  | CF Belenenses (6) | 25-15         | CR Técnico    |
| 34ª | 2022  | CF Belenenses (7) | 32-18         | Agronomia     |
| 35ª | 2023  | Direito (12)      | 39-6          | CDUL          |
| 36ª | 2024  | CF Belenenses (8) | 32-30         | Agronomia     |

### Performance por Clube
| Clube         | Títulos | Anos                                                                   |
| ------------- | ------- | ---------------------------------------------------------------------- |
| Direito       | 12      | 1999, 2000, 2002, 2004, 2006, 2008, 2009, 2010, 2013, 2014, 2015, 2023 |
| CF Belenenses | 8       | 2001, 2003, 2005, 2018, 2019, 2021, 2022, 2024                         |
| GDS Cascais   | 5       | 1991, 1992, 1993, 1995, 1997                                           |
| Agronomia     | 5       | 1998, 2007, 2011, 2016, 2017                                           |
| CDUL          | 3       | 1989, 1990, 2012                                                       |
| AA Coimbra    | 2       | 1988, 1996                                                             |
| CR Técnico    | 1       | 1994                                                                   |